# Марли (дворец, Петергоф)
Марли́ — миниатюрный павильон-дворец в западной части Нижнего парка дворцово-паркового ансамбля Петергоф.

## Описание
Дворец получил своё имя в память о посещении Петром I в 1717 году резиденции французских королей в Марли-ле-Руа под Парижем (дворец в 1806 году был разобран). Петергофский Марли и окружающие его пруды и сады не повторяют французский прототип; от него заимствованы общие композиционные решения и идея сочетания декоративного и хозяйственного предназначения парка. В Петергофе Пётр I распорядился создать «каскады против пруда… во всем пропорциею против каскады Марлинской, которая против королевских палат…».
Сооружён одновременно с закладкой Марлинских прудов по проекту Иоганна Браунштейна в 1720—1723 годах. Первоначально планировался одноэтажным. В процессе постройки по распоряжению Петра в проект внесли изменения, и дворец приобрёл второй этаж, что придало пропорциям дворца уравновешенность и законченность (в объёме дворец — чётко выявленный куб). В строительстве и декоре дворца Марли принимали участие скульптор Николя Пино, каменных дел мастера Яков Неупокоев и Антуан Кардасье.
Отмечается особая скромность дворца относительно других построек Петергофского ансамбля, характерная и для других малых дворцов, созданных для Петра (см. Летний дворец в С.-Петербурге). Фасады декорированы лаконичными деталями — рустованные лопатки с дорическими капителями, балконы с коваными решётками, переплёты мелкой квадратной расстекловки окон. Всего во дворце 12 помещений, не считая лестницы и двух коридоров. Необычно то, что во дворце нет традиционного парадного зала. Пётр I отводил эту роль вестибюлю («Переднему залу»).
Первоначально Марли использовался для проживания знатных особ, гостивших в Петергофе; однако уже в середине XVIII века он приобрёл мемориальный характер. Во дворце хранятся некоторые личные вещи Петра I: суконный плащ-епанча, две фляги из коричневого стекла, привезённые им из города Спа, штофы из цветного стекла с печатями «Данциг» и «Лондон». В дальнейшем за всю историю дворца его предназначение не менялось.

### Реставрация
В 1899 дворец был полностью разобран для постановки на новый фундамент. Необходимость радикальных работ возникла из-за того, что пошли трещины по стенам дворца. Руководил реставрационными работами архитектор А. Семёнов; все подлинные детали отделки были сохранены, а точность воссоздания была превосходной.
Дворец сильно пострадал в ходе Великой Отечественной войны от попадания мины замедленного действия (коллекции эвакуированы в 1941). Фасады были восстановлены после 1955 года, причём с 1982 Марли снова открыт для посещения как музей.

### Современное состояние
В современной экспозиции дворца Марли представлены уникальные экспонаты: морская шинель императора Петра I и кафтан с шитым орденом Андрея Первозванного, книги из его библиотеки, стол с «аспидной» доской, выполненный руками царя, его личная посуда. Здесь же представлена коллекция живописи, собранная императором, которая составляет основу живописной экспозиции дворца. В неё входят работы малоизвестных голландских, фламандских и итальянских мастеров XVII—XVIII веков: А. Сило, А. Сторка, П. Белотти, А. Челести и др.. Некоторые предметы меблировки аутентичны, другие тщательно подобраны по аналогии в соответствии с сохранившимися документами.
Самую западную часть Нижнего парка занимает Марлинский сад, разделённый Большим прудом на Сад Бахуса (расположен к югу от пруда) и Сад Венеры (расположен с северной стороны, ближе к морю). Сады закладывались одновременно со строительством дворца и имели утилитарное значение. В саду Венеры выращивали фрукты для придворных трапез. Название сада Бахуса прозрачно: при Петре I здесь пробовали выращивать виноград, но неудачно. Сад Венеры защищён от ветров со стороны Балтики земляным валом, насыпанным при закладке прудов.
С восточной стороны от дворца Марли расположен Марлинский, а с западной — Секторальные пруды. Их предназначение было не только декоративным: в прудах содержалась рыба к царскому столу, привезённая из различных уголков России, а с 1724 её здесь стали разводить. Марлинские пруды — своего рода действующий памятник. Традиция разводить рыбу возобновлена в наше время, и любители рыбной ловли могут провести досуг в Марли за любимым занятием.
Планировка Марлинского сада выполнена по канонам регулярного парка; удачное сочетание живописной парадности и хозяйственно-бытового предназначения привело к тому, что Марли стал образцом для устройства русских усадеб в XVIII веке.